# باوکه مولما
باوکه مولما (هلندی: Bauke Mollema؛ زادهٔ ۲۶ نوامبر ۱۹۸۶) دوچرخه‌سوار اهل هلند است.
از باشگاه‌هایی که در آن رکاب زده‌است می‌توان به تیم ترک-سگافردو، تیم دوچرخه‌سواری رابوبانک دولوپمنت و تیم لوتوان‌ال–یومبو اشاره کرد.